# 忠岡町
忠岡町（ただおかちょう）は、大阪府泉北地域に位置し、泉北郡に唯一属する町。日本で1番面積の小さい町であり、市町村全体まで含めると日本で3番目に小さい自治体である。

## 概要
3.97㎢と日本一面積の小さい町。人口密度も町村の中で福岡県糟屋郡志免町・広島県安芸郡府中町・愛知県海部郡大治町に次いで第4位である。2009年（平成21年）10月1日、愛知県西春日井郡春日町が清須市に編入されたことに伴い、日本一面積の小さい町になった。

## 地理
大阪府の西南部、大阪湾に面する臨海平坦部に位置し、北東は大津川・牛滝川を境界に泉大津市・和泉市、南西は岸和田市にそれぞれ隣接している。町域は北東 - 南西方向の幅が狭く、大阪湾に面する北西から内陸の南東へ細長く広がっており、その面積は3.97 km2である。また、大阪市中心部と関西国際空港からは鉄道で約30分の通勤圏に位置している。忠岡町の全域が市街地化されていて、臨海部と大津河岸は工業地として利用され、中央線（さつき通り）以南は南海本線忠岡駅周辺とシビックセンター（忠岡町役場 併設施設）周辺部の商業地を中心に住宅地が広がっている。
- 河川：大津川、牛滝川、松尾川

## 歴史
- 1875年（明治8年）：和泉郡下馬瀬村と上馬瀬村が合併して、和泉郡馬瀬村となる
- 1889年（明治22年）4月1日：町村制施行により、和泉郡忠岡村、馬瀬村、北出村、高月村が合併して、和泉郡忠岡村（町村制）が発足し、大字忠岡に村役場を設置
- 1896年（明治29年）4月1日：泉北郡が成立
- 1935年（昭和10年）6月30日 - 集中豪雨により上流の槙尾川、牛滝川の堤防が決壊。馬瀬、高月地区が泥水に浸かる[4]
- 1939年（昭和14年）10月1日：町制施行、泉北郡忠岡町となる
- 1947年（昭和22年）6月7日：昭和天皇が市内に行幸（昭和天皇の戦後巡幸）。東洋紡忠岡工場を視察した[5]。
- 2003年（平成15年）7月15日：岸和田市・忠岡町合併協議会を設立
- 2004年（平成16年）8月22日：『忠岡町が岸和田市と合併することについて町民の意思を問う住民投票』 が行われ、合併賛成2,797票、合併反対6,804票となり、合併協議会離脱を協議会に申入れ

## 人口
平成27年国勢調査より前回調査からの人口増減をみると、4.69%減の17,298人であり、増減率は府下43市町村34位、72行政区域中61位。
| |                                        |  |
| 忠岡町と全国の年齢別人口分布（2005年） | 忠岡町の年齢・男女別人口分布（2005年） |  |
| ■紫色 ― 忠岡町 ■緑色 ― 日本全国 | ■青色 ― 男性 ■赤色 ― 女性              |  |
| 忠岡町（に相当する地域）の人口の推移 \| 1970年（昭和45年） \| 16,795人 \| \| \| 1975年（昭和50年） \| 17,754人 \| \| \| 1980年（昭和55年） \| 18,053人 \| \| \| 1985年（昭和60年） \| 17,223人 \| \| \| 1990年（平成2年） \| 17,566人 \| \| \| 1995年（平成7年） \| 17,098人 \| \| \| 2000年（平成12年） \| 17,509人 \| \| \| 2005年（平成17年） \| 17,586人 \| \| \| 2010年（平成22年） \| 18,149人 \| \| \| 2015年（平成27年） \| 17,298人 \| \| \| 2020年（令和2年） \| 16,567人 \| \| |                                        |  |
| 総務省統計局 国勢調査より |                                        |  |
| 1970年（昭和45年） | 16,795人                               |  |
| 1975年（昭和50年） | 17,754人                               |  |
| 1980年（昭和55年） | 18,053人                               |  |
| 1985年（昭和60年） | 17,223人                               |  |
| 1990年（平成2年） | 17,566人                               |  |
| 1995年（平成7年） | 17,098人                               |  |
| 2000年（平成12年） | 17,509人                               |  |
| 2005年（平成17年） | 17,586人                               |  |
| 2010年（平成22年） | 18,149人                               |  |
| 2015年（平成27年） | 17,298人                               |  |
| 2020年（令和2年） | 16,567人                               |  |

## 地域
忠岡町では、全域で町名整理が実施されており、新浜三丁目を除き、住居表示に関する法律に基づく住居表示が実施されている。
| 町名              | 町名の読み     | 設置年月日              | 住居表示実施年月日 | 住居表示実施直前の町名                         | 備考                 |
| ----------------- | -------------- | ----------------------- | ------------------ | ---------------------------------------------- | -------------------- |
| 忠岡東一 - 三丁目 | ただおかひがし | 1972年1月1日            | 1972年1月1日       | 大字忠岡の一部                                 |                      |
| 忠岡中一 - 三丁目 | ただおかなか   | 1972年1月1日            | 1972年1月1日       | 大字忠岡の一部                                 |                      |
| 忠岡南一 - 三丁目 | ただおかみなみ | 1972年1月1日            | 1972年1月1日       | 大字忠岡の一部                                 |                      |
| 忠岡北一 - 三丁目 | ただおかきた   | 1972年1月1日            | 1972年1月1日       | 大字忠岡の一部                                 |                      |
| 高月南一 - 三丁目 | たかつきみなみ | 1977年10月1日           | 1977年10月1日      | 大字高月、大字北出の各一部                     |                      |
| 馬瀬一 - 三丁目   | まぜ           | 1977年10月1日           | 1977年10月1日      | 大字馬瀬、大字忠岡の各全部並びに大字北出の一部 |                      |
| 北出一 - 三丁目   | きたいで       | 1977年10月1日           | 1977年10月1日      | 大字北出、大字高月の各一部                     |                      |
| 高月北一・二丁目  | たかつききた   | 1977年10月1日           | 1977年10月1日      | 大字高月の一部                                 |                      |
| 新浜一 - 三丁目   | にいはま       | 1977年10月1日（一・二） | 1977年10月1日      | 大字新浜の一部                                 |                      |
| 新浜一 - 三丁目   | にいはま       | 1977年10月1日（三）     | 未実施             |                                                | 町名地番整理実施区域 |

## 行政

### 忠岡町長
| 代 | 名前       | 就任日         | 退任日         | 備考                               |
| -- | ---------- | -------------- | -------------- | ---------------------------------- |
| 1  | 正木弥三郎 | 1936年12月26日 | 1940年12月25日 | 1939年町政施行                     |
| 2  | 万野楠彦   | 1940年12月26日 | 1945年6月13日  |                                    |
| 3  | 村田正太郎 | 1945年8月17日  | 1947年1月30日  |                                    |
| 4  | 藤原伊治郎 | 1947年4月15日  | 1949年10月28日 | 初の公選町長                       |
| 5  | 杉本儀助   | 1949年12月5日  | 1953年12月4日  |                                    |
| 6  | 杉原安治   | 1953年12月5日  | 1957年12月4日  |                                    |
| 7  | 花野吉郎平 | 1957年12月5日  | 1965年12月4日  |                                    |
| 8  | 和田政瑠   | 1965年12月5日  | 1972年8月27日  |                                    |
| 9  | 谷野伊蔵   | 1972年10月15日 | 1998年11月14日 | 在任中死去                         |
| 10 | 前川正明   | 1998年12月20日 | 2004年8月31日  | 岸和田市との合併否決問題により辞職 |
| 11 | 和田吉衛   | 2004年10月24日 | 2020年10月23日 |                                    |
| 12 | 杉原健士   | 2020年10月24日 | 2025年4月20日  | 官製談合事件引責で辞任             |
| 13 | 是枝綾子   | 2025年5月18日  |                |                                    |

### 忠岡町議会

#### 定数
12人（任期 令和４年4月30日）※統一地方選と同一日程
- 現在定数 2011年・2015年・2019年
- 定数14名 2007年
- 定数18名 1999年・2003年
- 定数20名 1995年（平成6年）以前

#### 正議長・副議長
令和5年5月（2023年5月）現在
- 議長：北村孝（公明党）
- 副議長：是枝綾子（日本共産党）
- 監査委員：河瀬成利（呈祥会・大阪維新の会）

#### 会派構成
| 会派名               | 議席数 | 所属党派     | 議員名                                   |
| -------------------- | ------ | ------------ | ---------------------------------------- |
| 呈祥会・大阪維新の会 | 4      | 大阪維新の会 | 前川和也、河瀬成利、今奈良幸子、尾崎孝子 |
| 日本共産党           | 3      | 日本共産党   | 河野隆子、是枝綾子、二家本英生           |
| 公明党               | 2      | 公明党       | 北村孝、小島みゆき                       |
| 無所属 なだ会        | 2      |              | 松井匡仁、三宅良矢                       |
| 改革忠岡             | 1      |              | 勝元由佳子                               |

日本共産党は議席占有率25%であり議会招集権がある。

#### 町政における不祥事
- 2020年9月9日 - 勝元由佳子町議（無所属）が、1月に自身のブログに「町役場の40代以上の管理職は全員、無試験縁故採用時代に採用された」と事実（筆記と面接による採用試験が実施されていた）と異なる記載をした。9月9日、町議会は勝元に対する議員辞職勧告決議案を賛成多数で可決した。決議案は、勝元が2019年5月の議員就任後、ブログなどで町の名誉を傷付ける発信をたびたび行うなどして、職員や家族に精神的苦痛を与えたとしている。勝元は決議を「勧告は不正を追及する議員を排除する意図」と批判し、辞職する意向はないとした[6]。

#### 過去の選挙投票状況
- 国政（衆議院議員 大阪18区 岸和田市 和泉市 泉大津市 高石市 忠岡町）

| 候 補 者 | 政 党        | 当 落    | 得 票 数 | 忠岡町での得票数 |
| -------- | ------------ | -------- | -------- | ---------------- |
| 遠藤敬   | 日本維新の会 | 当選     | 87,070   | 2,881            |
| 神谷昇   | 自由民主党   | 比例復活 | 80,198   | 2,606            |
| 矢野忠重 | 日本共産党   | 落選     | 29,164   | 980              |

| 候 補 者 | 政党       | 当落     | 得 票 数 | 忠岡町での得票数 |
| -------- | ---------- | -------- | -------- | ---------------- |
| 遠藤敬   | 維新の党   | 当選     | 88,638   | 2,802            |
| 神谷昇   | 自由民主党 | 比例復活 | 82,460   | 2,870            |
| 矢野忠重 | 日本共産党 | 落選     | 29,275   | 1,124            |

| 候 補 者 | 政党         | 当 落 | 得 票 数 | 忠岡町での得票数 |
| -------- | ------------ | ----- | -------- | ---------------- |
| 遠藤敬   | 日本維新の会 | 当選  | 100,312  | 3,293            |
| 神谷昇   | 自由民主党   | 落選  | 83,388   | 2,941            |
| 中川治   | 日本未来の党 | 落選  | 24,467   | 568              |
| 矢野忠重 | 日本共産党   | 落選  | 21,500   | 870              |

| 候 補 者 | 政 党      | 当 落 | 得 票 数 | 忠岡町での得票数 |
| -------- | ---------- | ----- | -------- | ---------------- |
| 中川治   | 民主党     | 当選  | 132,399  | 4,210            |
| 中山太郎 | 自由民主党 | 落選  | 104,699  | 3,561            |
| 大塚康樹 | 日本共産党 | 落選  | 27,440   | 1,255            |
| 西川豊   | 幸福実現党 | 落選  | 7,915    | 193              |

| 候 補 者 | 政 党      | 当 落 | 得 票 数 | 忠岡町での得票数 |
| -------- | ---------- | ----- | -------- | ---------------- |
| 中山太郎 | 自由民主党 | 当選  | 139,616  | 4,663            |
| 中川治   | 民主党     | 落選  | 93,402   | 2,935            |
| 大塚康樹 | 日本共産党 | 落選  | 30,912   | 1,381            |

| 候 補 者 | 政 党      | 当 落    | 得 票 数 | 忠岡町での得票数 |
| -------- | ---------- | -------- | -------- | ---------------- |
| 中山太郎 | 自由民主党 | 当選     | 108,996  | 3,701            |
| 中川治   | 民主党     | 比例復活 | 89,930   | 2,545            |
| 大塚康樹 | 日本共産党 | 落選     | 28,417   | 1,313            |

- 国政（参議院議員：大阪府選挙区）
- 大阪府（知事）
- 大阪府（府議会議員 定数2名 高石市 泉大津市 忠岡町）
- 忠岡町長選挙
令和6年10月20日執行 当選 杉原健士(2,939) 落選 これえだ綾子(2,167)投票率 44.93%
令和2年10月18日執行 当選 杉原健士（4,124） 落選 森政雄（1,716） 投票率44.23%
平成28年10月16日執行 当選 和田吉衛（無投票）
平成24年10月21日執行 当選 和田吉衛（4,202)   落選 三宅良矢（1,563） 投票率42.51%
平成16年10月24日執行 当選 和田吉衛（無投票）
平成14年12月  1日執行 当選 前川正明（無投票）
平成10年12月20日執行 当選 前川正明（5,147）  落選 宮里英彦（4,036）投票率71.20%
- 忠岡町議会議員選挙
令和5年4月23日執行 投票率 50.10%
平成31年4月21日執行 投票率 53.35%
平成27年4月26日執行 投票率 55.98%
平成24年4月
平成19年4月
平成15年4月27日執行 投票率 70.19%
平成11年4月25日執行 投票率 76.38%
平成7年4月23日執行   投票率 72.19%

副町長・会計管理者
副町長は条例により定数が1名となっているが、現在は井上智宏（令和3年1月1日付就任）となっている。会計管理者は法律により必置である。
従前の助役は平成16年10月26日以降不在、収入役は平成15年9月30日以降不在であった。

### 町章と町の花・木など
町章は、忠岡の「忠」の字の「中」と「心」を組み合わせ、海辺の鳥のはばたきを図案化したものである。円形は円満なる雄飛発展を表し、チヌ血塗の海の波頭に踊る町の姿を象徴したのだという。1973年2月1日に制定した。
忠岡町花は『さつき』。さつきは、忠岡町の街路に植樹され、町道「中央線」（通称「さつき通り」）の忠岡神社より臨海道路にかけて中央分離帯に植えられていて町民から親しまれている。また、育苗同好者も忠岡町には多く、一般住民に親しみやすい花であるとして1973年7月26日に町花に選定された。
忠岡町木は『くす』。くすの木は、四季を通じて緑を保ち、公害に強く防虫にも適し、樹齢を重ねることが容易であり、長寿を象徴するものとして花と同日に町木に選定された。
忠岡町のイメージキャラクターは、『ただお課長（ただおかちょう）』。頭にはだんぢりの屋根をかぶり、手には「日本一小さなまち」と書かれたうちわを持ち、法被を羽織っている。町役場市長公室の架空部署「日本一元気課」課長という肩書で、町の各種イベントPR活動を積極的に行っている。
『支え合うぬくもりのあるまち』をキャッチフレーズとする。

## 財政
財政状況を示す各指数
- 経常収支比率 109％(平成29年度)　112.7％(平成28年度)　（10年以上100%超え）　（令和4年103.7％の見込み）
- 実質単年度収支 約2億450万円赤字
- 実質公債比率 17.7％(平成29年度)　19.3％(平成28年度)
- 公債費 9億3800万円
- 将来負担率 109.0％(平成29年度)　112.7％（平成28年度)　126.1%(平成26年度)　　（令和4年18672の見込み）
- ラスパイレス指数 108.7%（平成24年）

非常に厳しい財政状態にある。しかし、職員給与を示すラスパイレス指数は平成22年4月で94.5（府下4番目の低水準）と人件費削減による財政再建も難しい。

## 経済

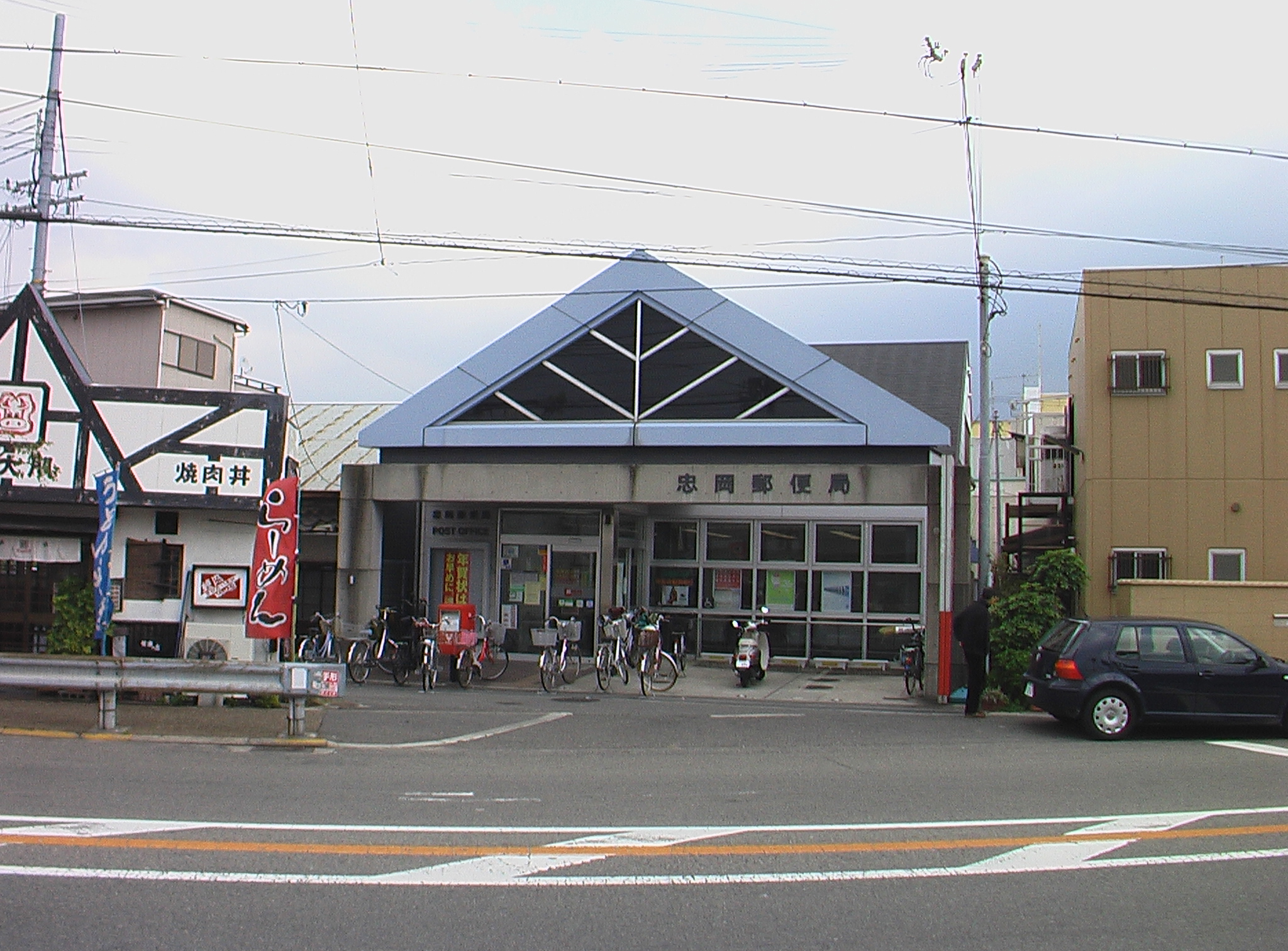
忠岡郵便局

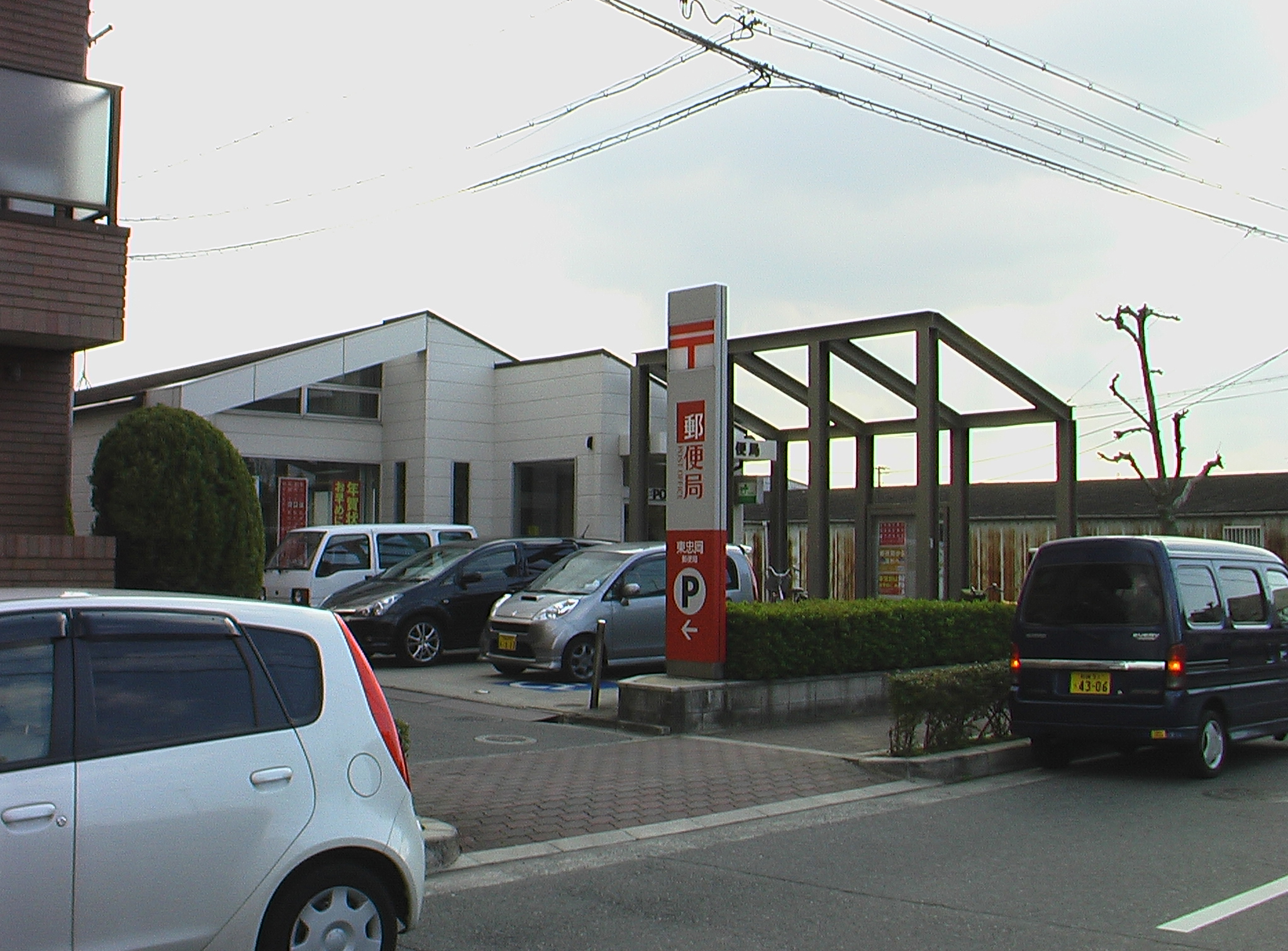
東忠岡郵便局

忠岡町の特産品として、毛布・ペットボトルリサイクル製品がある。

### 企業
- 豊興サービス株式会社：忠岡中3-1551-1
- 三菱ふそうトラック・バス株式会社 大阪ふそう 岸和田支店：忠岡中3-997-7
- 三田谷建設株式会社 忠岡営業所：忠岡中2-7-1
- 株式会社オクカメラ（カメラのオク）：忠岡南1-3-12
- 阪南グラフィック株式会社 忠岡オフィス： 高月南1-206
- 三洋化成株式会社：忠岡北2-9-13
- 浅田給食株式会社 忠岡工場：高月北1-4-9
- 酒井美化工業株式会社 本社忠岡本部工場：忠岡東2-17-17
- 株式会社大森自動車：忠岡北3-14-10
- 関西製紙原料事業協同組合 本社忠岡工場：新浜1-1-15
- 株式会社カワサキ：新浜2-9-10

### 日本郵政グループ
（2016年12月現在）
- 日本郵便株式会社
  - 忠岡郵便局（忠岡南2丁目）
  - 東忠岡郵便局（馬瀬2丁目）

上記の各郵便局にはATMが設置されている。忠岡町内の郵便番号は「595-08xx」で、集配業務は泉大津郵便局（泉大津市小松町）が担当する。

## 姉妹都市・提携都市
- ピットウォーター市（オーストラリア ニューサウスウェールズ州）
  - 1995年（平成7年）11月21日、友好都市提携

## 公共施設

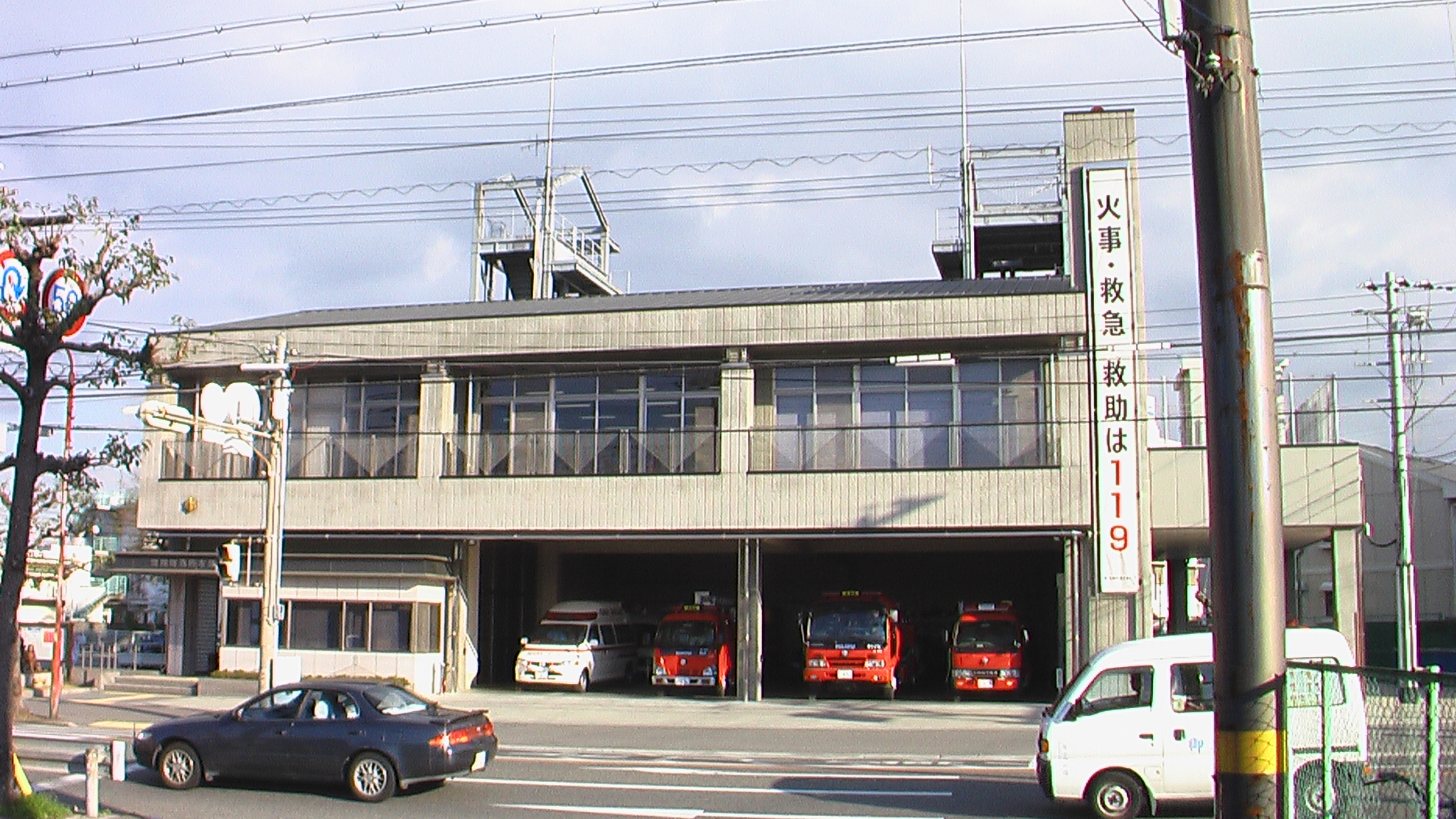
忠岡町消防本部

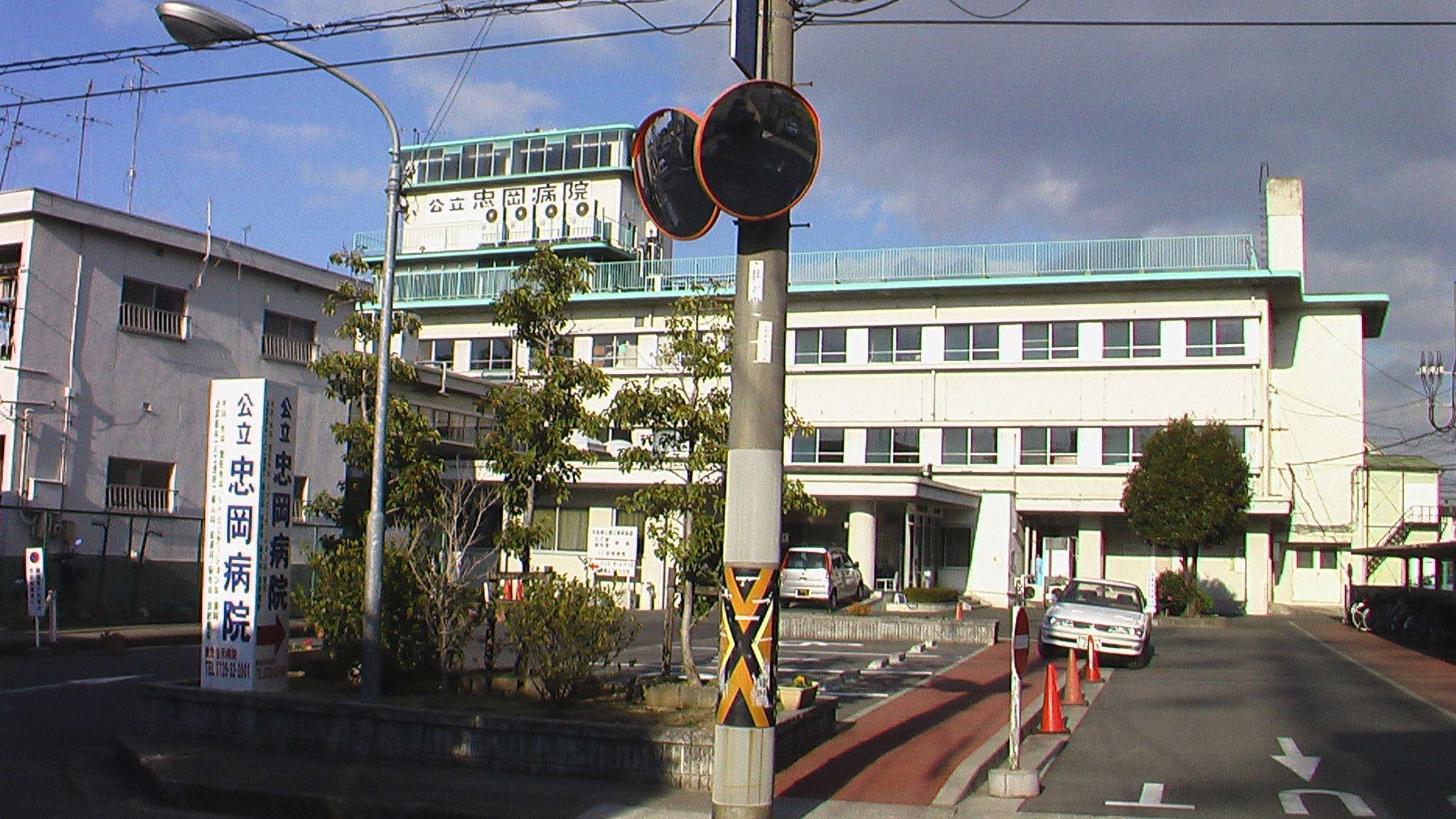
公立忠岡病院（2007年（平成19年）3月31日閉院）

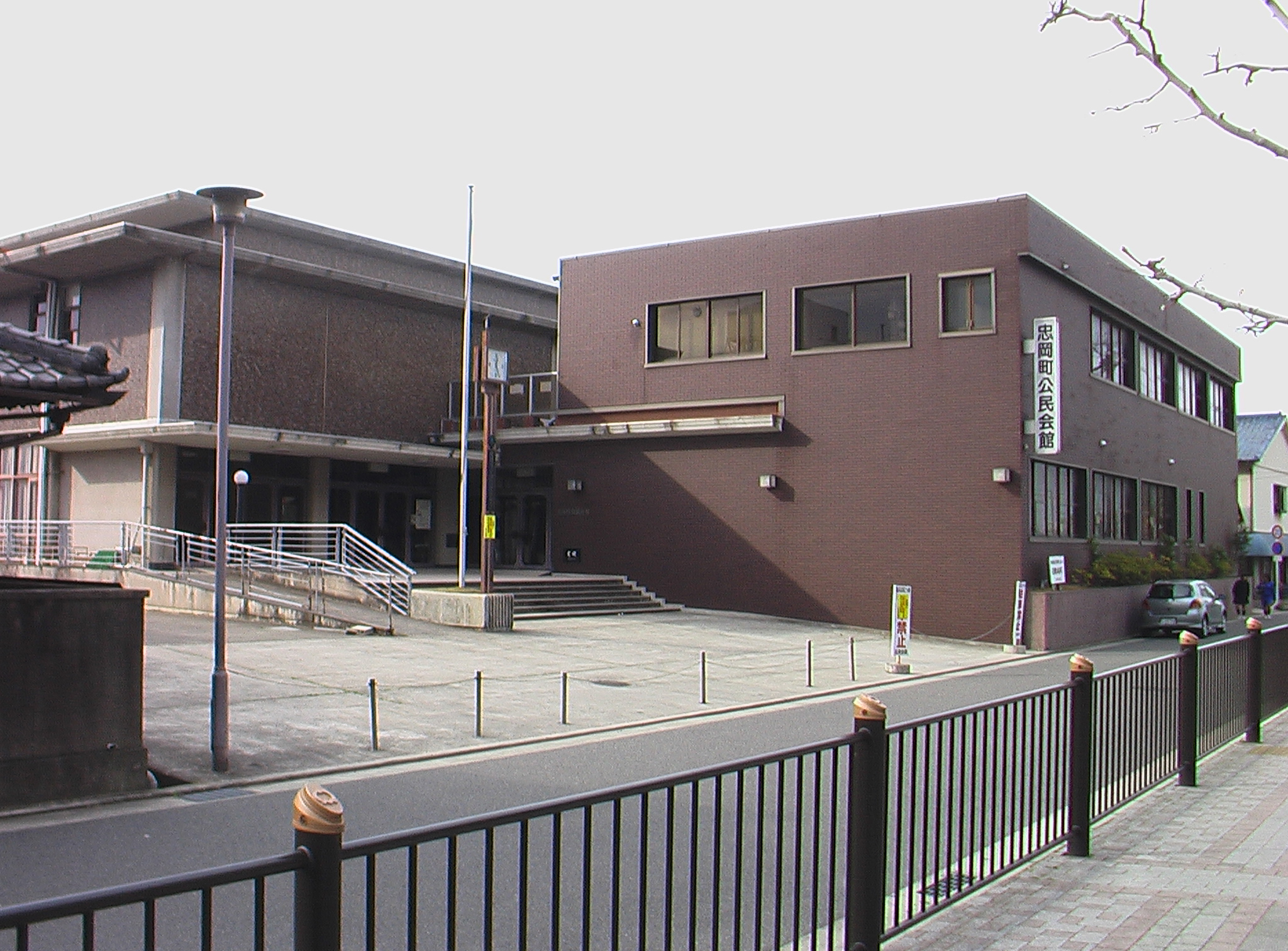
忠岡町公民会館

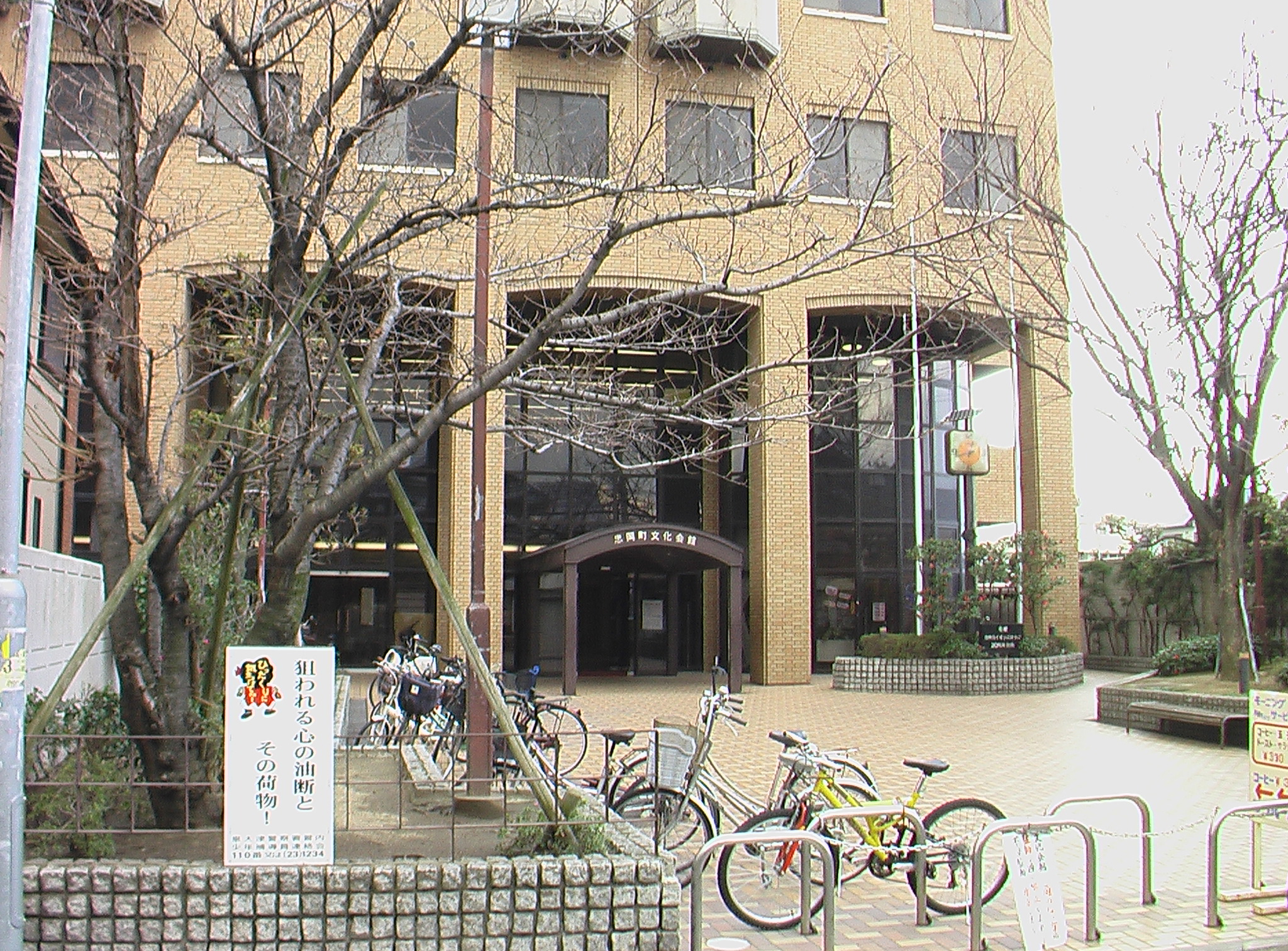
忠岡町文化会館

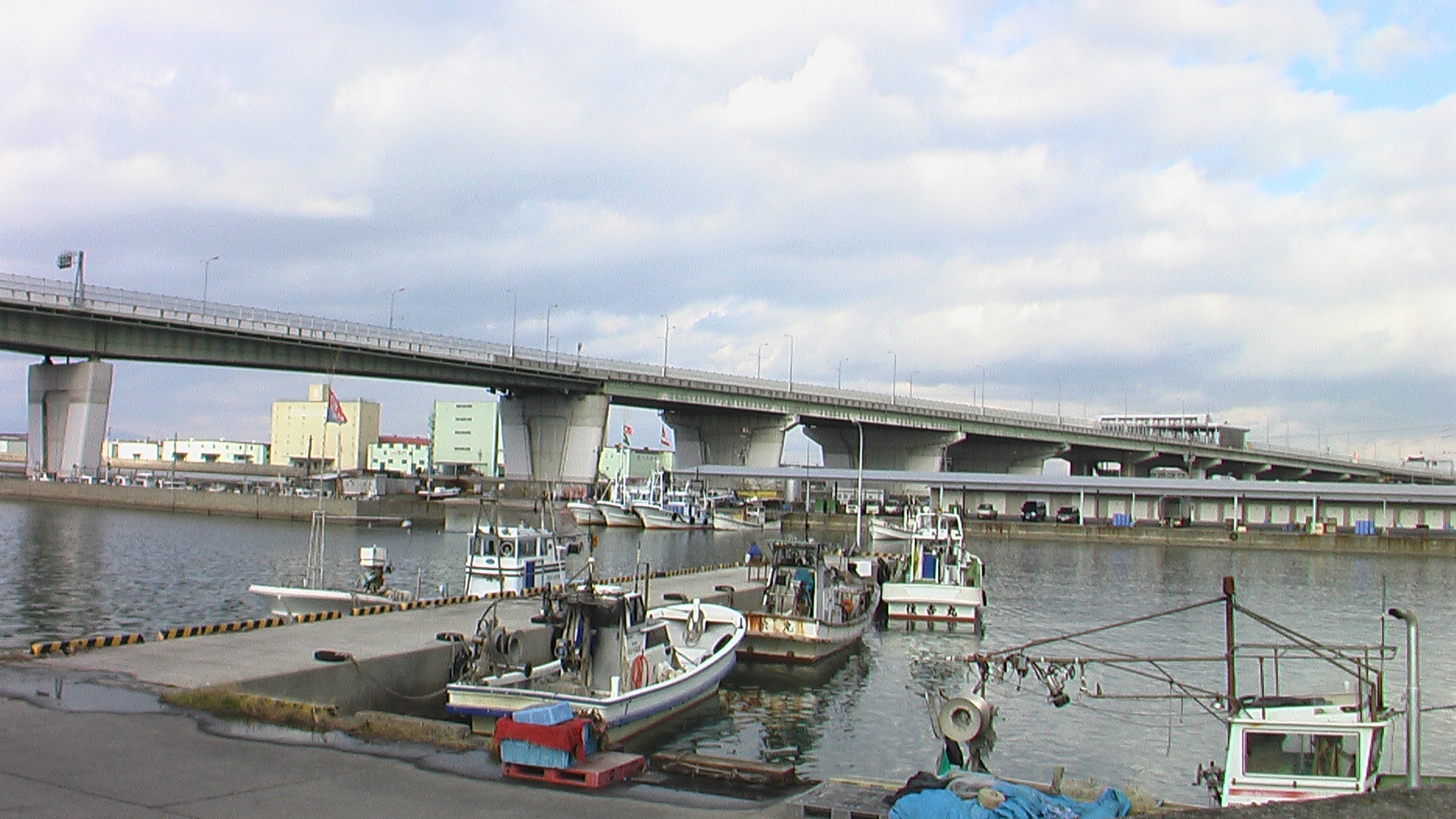
忠岡港（阪南港）

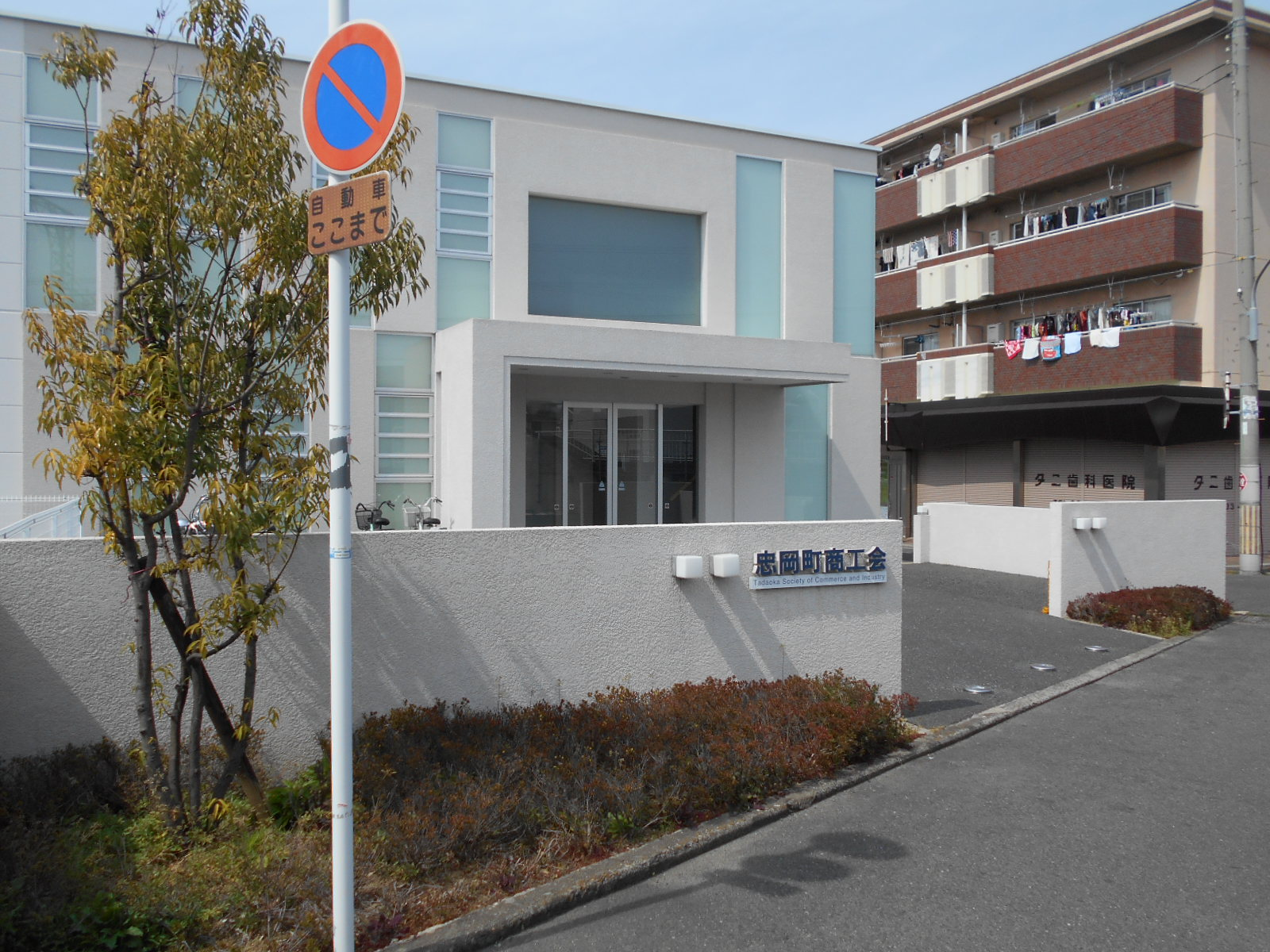
忠岡町商工会

### 町の施設
- 忠岡町役場（シビックセンター）忠岡東1-34-1 
地下1階7階建て 町全体の機能の殆どがここに集約されている。駐車場は1時間まで無料で以降有料（地下駐車場利用不可）。森林スペースには人工滝が設置されている。
- 忠岡町役場併設施設
  - 保健センター（本館2階）
  - 児童館（南館1階）
  - ふれあいホール（南館2階）
  - 忠岡町スポーツセンター（南館1・2階) 全天候型プールは現在夏季のみ開業
- 忠岡町公民会館：忠岡東1-39-19 1969年3月（昭和44年）開設 2009年3月（平成21年）廃止 跡地には安藤外科・整形外科診療所を開設。
- 忠岡町文化会館：忠岡南1-18-17 1985年5月（昭和60年）完成
  - 公民館
  - 働く婦人の家
  - 町立図書館
- 勤労青少年ホーム：忠岡南1-9-15 1977年5月（昭和52年）開設 - 2014年に福祉センター移転建て替えにより閉鎖
- 町立忠岡病院：忠岡北1-3-7
忠岡町の町立病院である。1951年（昭和26年）の開設以来、町の厳しい財政状況の中でも何とか経営努力で凌いできた。1971年2月（昭和46年）に現在地へ新築移転。2004年（平成16年）の新臨床研修制度導入の影響で医師不足に陥り、良質な医療提供の維持が困難となったため、2007年（平成19年）3月31日をもって閉院。50年余りに渡る町立病院の歴史に幕を下ろした。現在は、医療法人穂仁会が聖祐病院として運営している。
- 忠岡町消防本部：忠岡北1-1-23
- 総合福祉センター：忠岡南1-9-15 中2丁目の旧福祉センターは1974年7月（昭和49年）開設 - 平成26年10月に勤労青少年ホーム跡地に建替え移転
- 忠岡町社会福祉協議会：忠岡南1-9-15 平成3年社会福祉法人化 平成26年10月より福祉センター移設に伴い移動
- 東忠岡老人いこいの家：北出2-1-21 1979年3月（昭和54年）完成
- ピープルハウス忠岡：高月北1-11-3 1992年（平成4年）開園 町内唯一の特定施設入居者生活介護施設
  - 特別養護老人ホーム
  - ケアハウス
  - 身体障害者通所施設
  - ピープル在宅介護支援センター
- 北出浄水場：北出3-1-8
- 忠岡雨水ポンプ場：新浜1-9-1
- クリーンセンター：新浜2-5-46 当時には珍しい建替費用を10年の委託金に上乗せし契約する長期包括契約を実施
  - し尿処理場 2016年6月（平成28年）より泉北環境組合にて処理委託開始
- 忠岡斎場：忠岡南2-17-33
- 忠岡墓地：忠岡南2丁目
- 浜霊園：忠岡南3-1563-6-24 1978年1月（昭和53年）開設
- 町民運動場
- 町民第2運動場
- 大津川河川公園 平成10年全面オープン（現在の忠岡町役場にあった釣り堀等の緑地部分を補填するため大阪府より借受）
- 新浜緑地公園
- 緑水園
- 高月向井田公園
- 新浜緑地公園
- 新浜テニスコート 1977年6月（昭和52年）オープン
- 高月コミュニティーセンター：高月南3-3-5
- 泉北西部農業協同組合 忠岡支店：忠岡中1-12-16
- 忠岡町漁業協同組合：新浜1-8-11 毎月第4月曜日にみなとマーケットを開催している
- 忠岡町商工会：忠岡中1-12-16 1960年2月（昭和35年）発足
- 南大阪湾岸北部流域下水処理場：新浜3丁目
- 大阪南下水汚泥広域処理場（エースセンター）：新浜3-1-4

### 府の施設
- 阪南港（地元では、「忠岡港」と呼ばれる。大阪府港湾局が管理している）

1971年11月（昭和46年）木材コンビナート造成される（390482㎡）
1980年11月（昭和55年）湾岸埋め立て工事完了(町面積3.56㎢）
- 岸和田子ども家庭センター

町であることから福祉事務所は設置せず書類等のみ受け付けている。

## 教育施設
忠岡町には、以下の町立教育施設がある。

### 中学校
- 忠岡町立忠岡中学校：忠岡東1-17-5 1947年9月（昭和22年）校舎新築

### 小学校
- 忠岡町立忠岡小学校：忠岡南1-12-30 1872年（明治5年）開設
- 忠岡町立東忠岡小学校：馬瀬2-17-1 1957年4月（昭和32年）新設

### 幼稚園
- 忠岡町立忠岡幼稚園：忠岡南1-12-44 1941年6月（昭和16年）創立
- 忠岡町立東忠岡幼稚園：馬瀬2-17-2 1965年11月（昭和40年）設立

### 保育所
- 忠岡町立忠岡保育所：忠岡中2-16-27 1953年8月（昭和28年8月)創立 1976年3月（昭和51年）に現在地に新築移転
- 忠岡町立東忠岡保育所：馬瀬2-17-3 1969年3月（昭和44年）創立
- チューリップ保育園：忠岡南1-2-17 2004年4月（平成16年）忠岡初の民間保育所として開設
  - 子育て支援センター（チューリップ保育園併設)

## 交通

### 鉄道路線
- 南海電気鉄道
  - 南海本線：忠岡駅 普通のみ停車。無料駐輪場が3カ所あり、駅ホームは過去に岸和田少年愚連隊の映画撮影に利用された。
- JR西日本
  - 阪和線：町内をJR阪和線が走っているが、鉄道駅は設置されていない。高月に住んでいる住民の多くは和泉府中駅を利用している。

### 路線バス
大阪府内の市町村で唯一、一般路線バスの定期運行がない。町内巡回の町直営の福祉バスが運行され、高齢者・障害者の利用優先だが一般客も利用可能で運賃は無料。

### 主要な自動車道
- 阪神高速4号湾岸線

#### 一般国道
- 国道26号線（第二阪和国道）

#### 大阪府道
- 大阪府道204号堺阪南線（旧国道26号）
- 大阪府道29号大阪臨海線

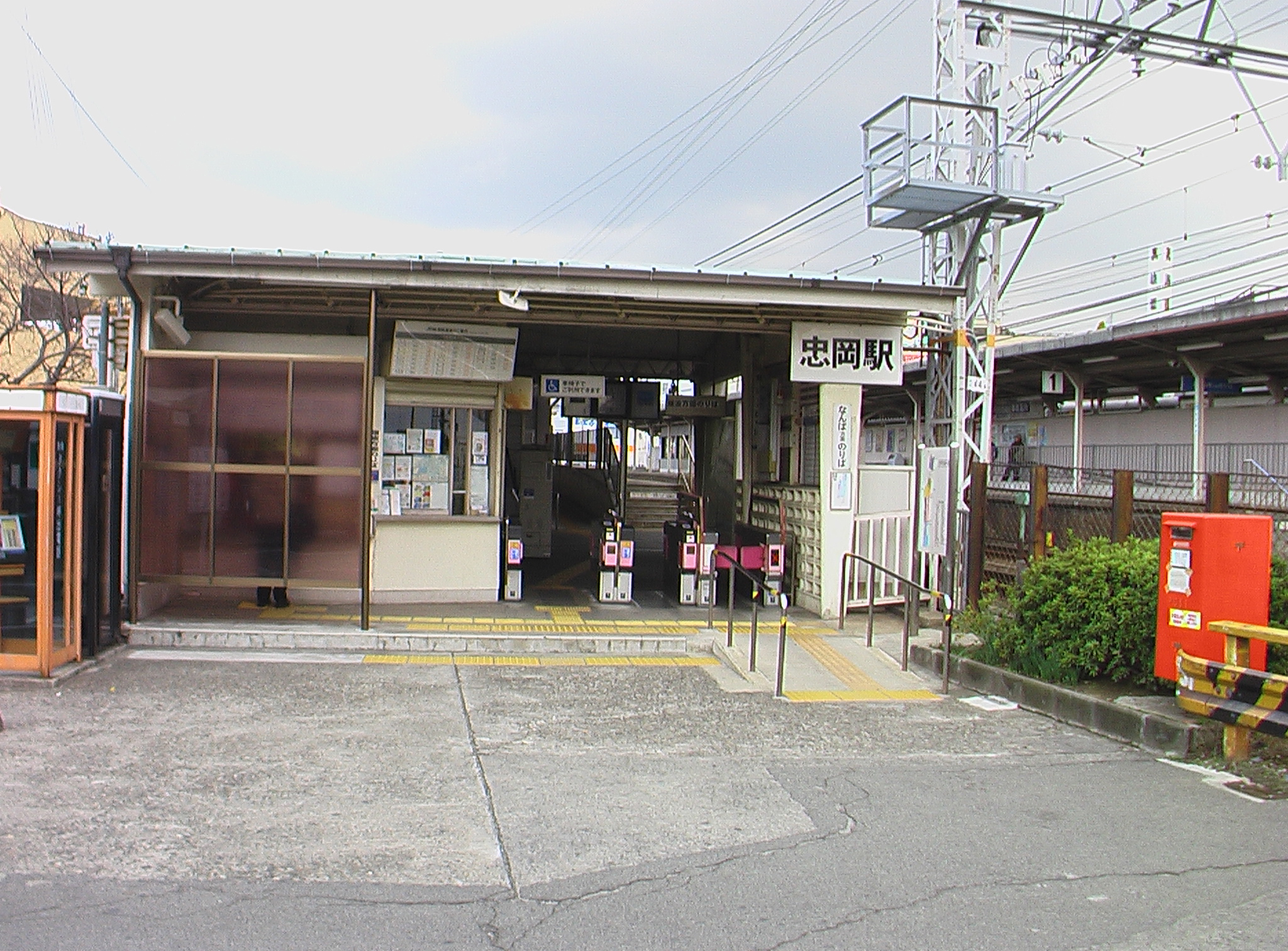
南海本線「忠岡」駅（難波方面）
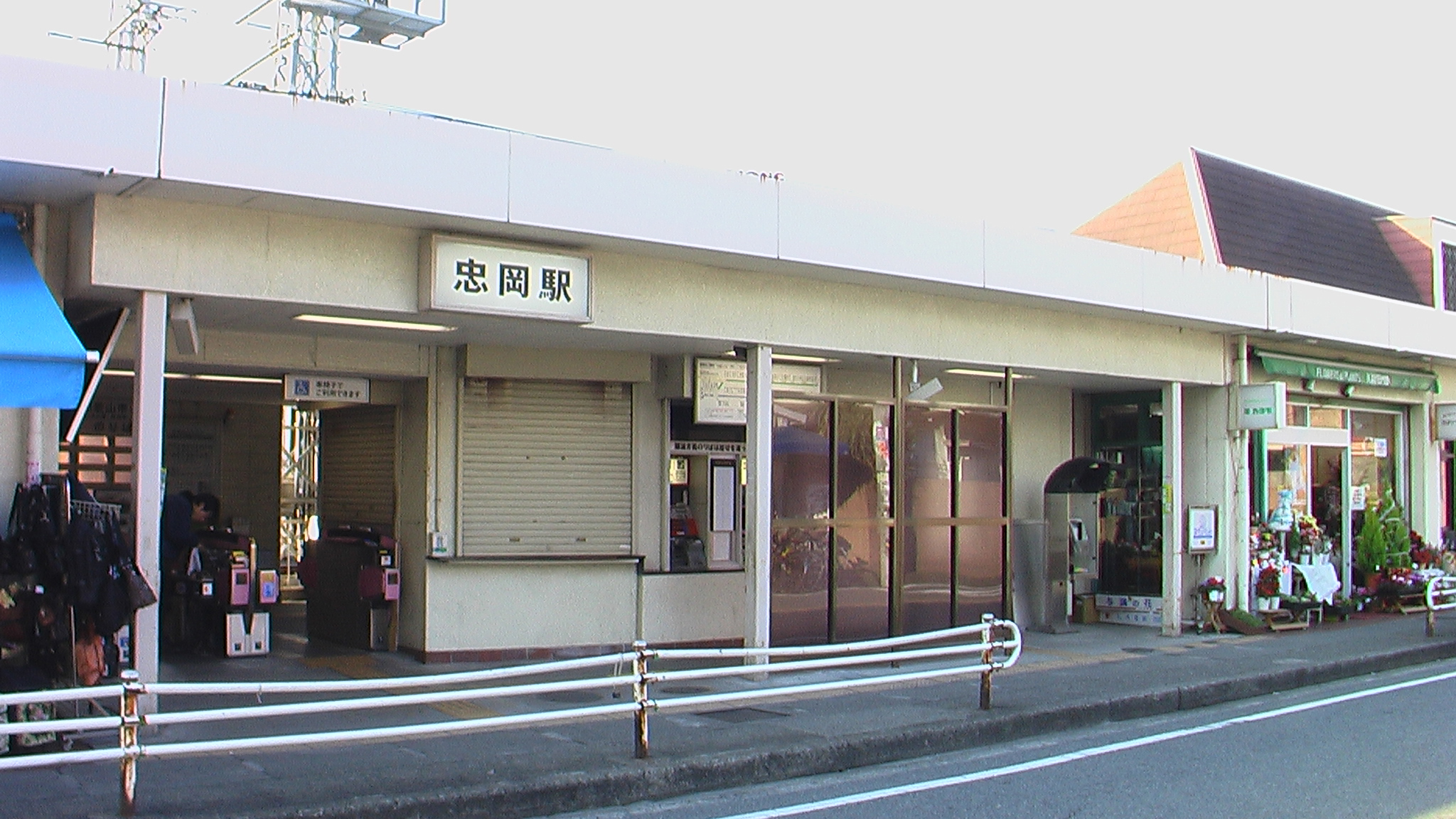
南海本線「忠岡」駅（和歌山市方面）
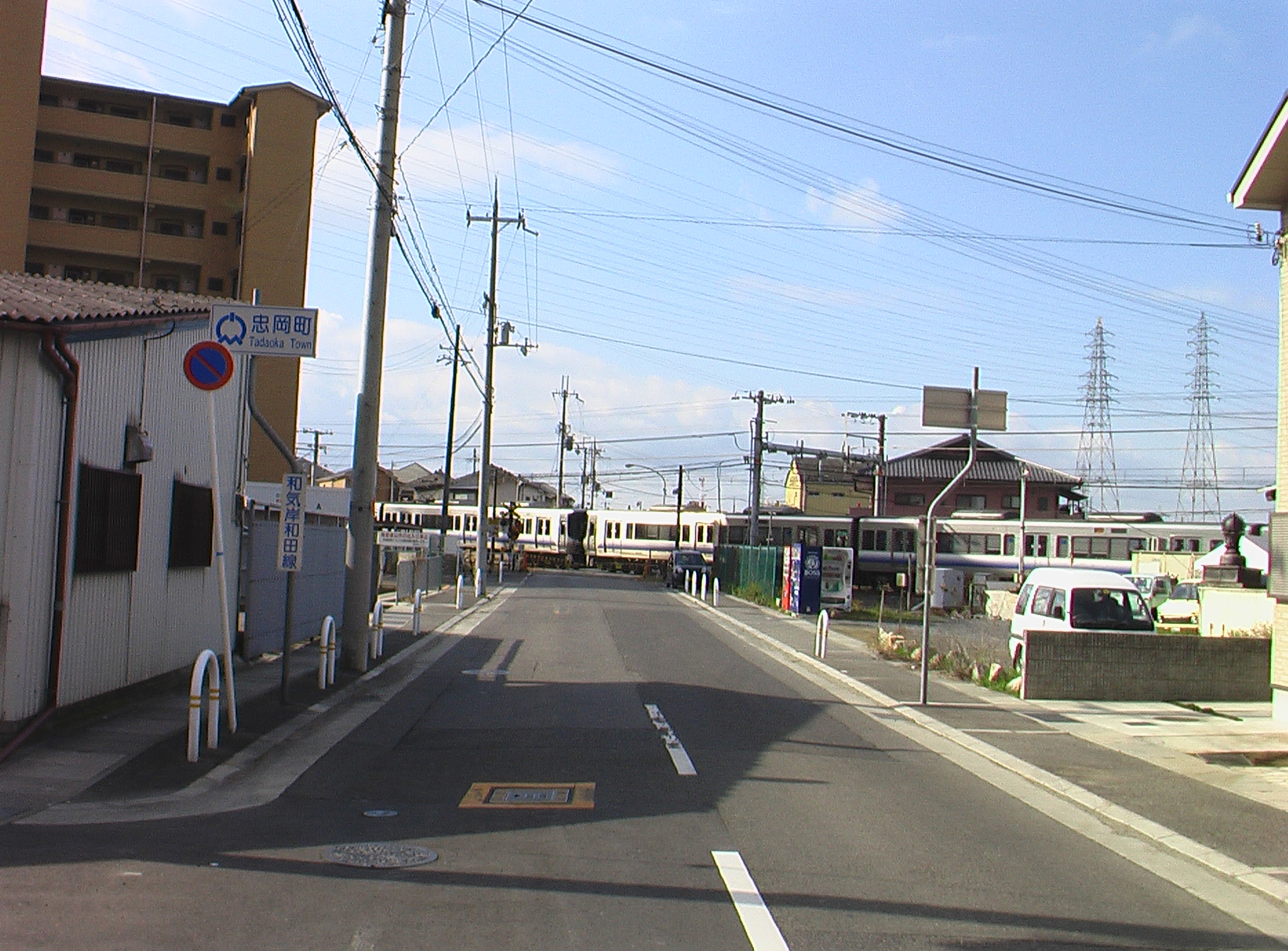
忠岡町内を走るJR阪和線 （忠岡町と和泉市の境界線付近）
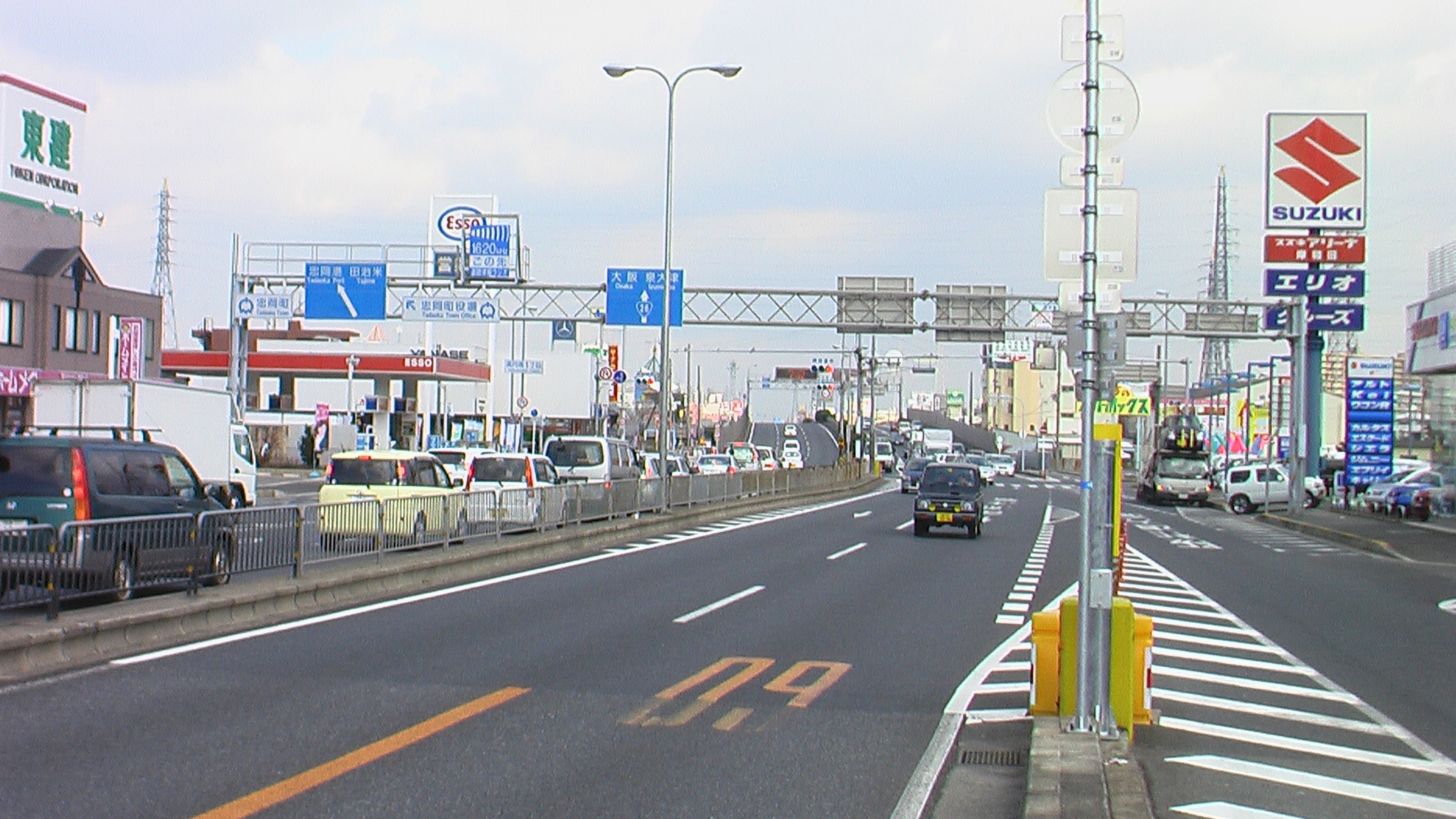
忠岡町内を走る国道26号線（第二阪和国道）
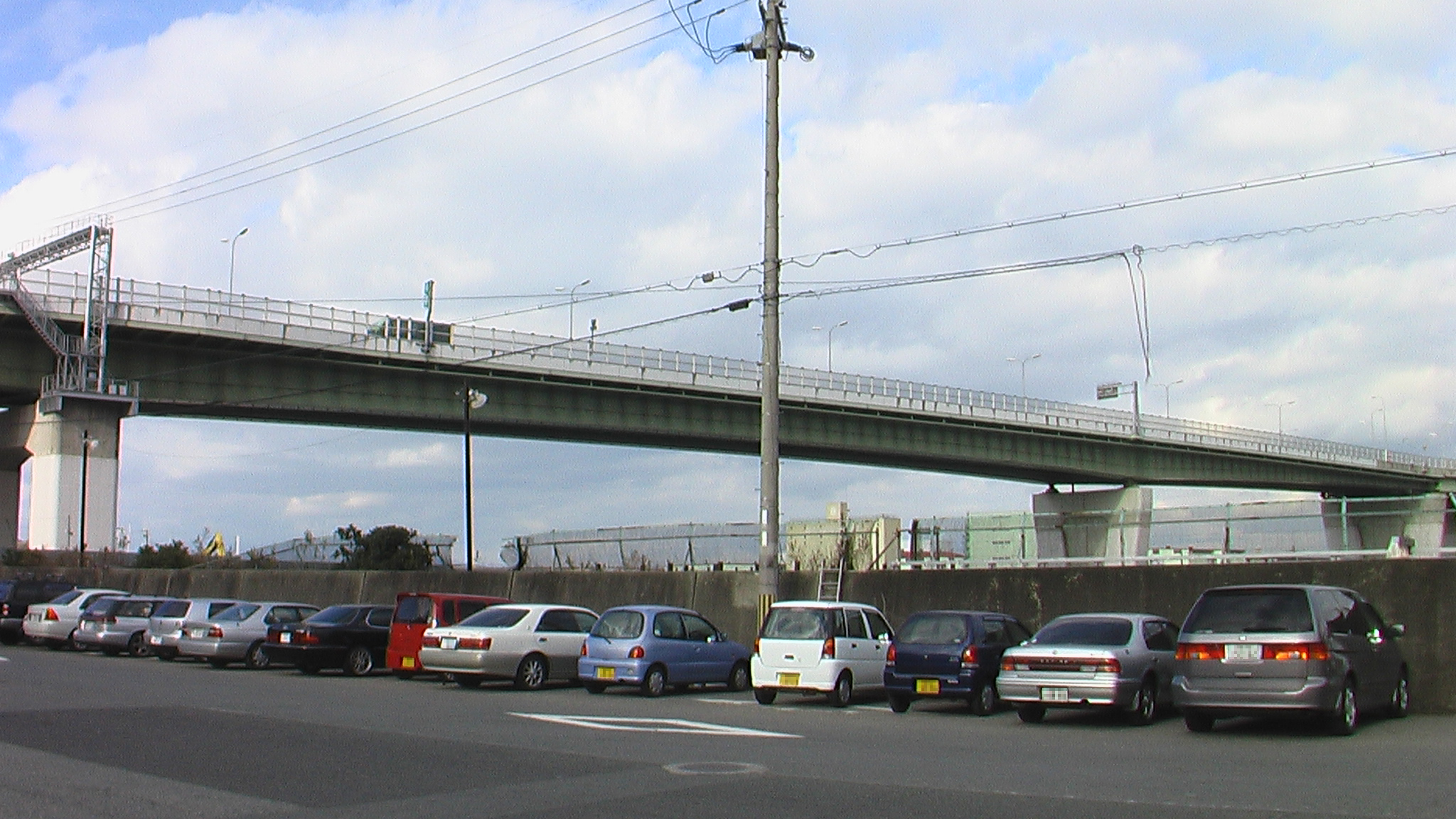
阪神高速4号湾岸線

## 名所・旧跡・観光スポット・祭事・催事
- 忠岡だんぢり祭 - 毎年10月の第2土・日曜日に行われる。町内には4基(生之町・道之町・濱之町・仲之町)あり、全て岸和田と同型の「下だんぢり」である。「明治甚五郎」の異名を持ち彫師も兼ねる大工棟梁「櫻井義國」の出身地である。
- 正木美術館 - 正木孝之氏がコレクションした美術品を中心に昭和43年に開設。敷地内には茶の湯などを体験できる正木記念邸がある。
- 墓店 - 毎年8月13日夕方から22時ごろまで行われる。忠岡小学校から忠岡町営墓地にかけて100以上の店舗がひしめき合い昔ながらの風情が味わえる。忠岡小学校内では青年団が中心に盆踊りが開催される。
- 泉州国際市民マラソン - 旧国道26号を一路南下する。途中第一給水所があり、仲之町青年団によるだんぢり囃が迎えてくれる。忠岡町民は全ランナー町内通過時に氏名放送される。住民の協力により忠岡駅などにエントリーした町民ランナー全員の氏名が掲示される（終了後には完走した全ランナー氏名も掲示される)。
- 商工カーニバル - 毎年11月第2日曜日に町民グラウンドにて開催される。忠岡町商工会青年部主催
- 町民運動会 - 毎年10月第4日曜日に町民グラウンドで開催される。

## 忠岡町出身の人物
- 正木嘉美（柔道家）
- 武田康廣（株式会社ガイナックス取締役統括本部長）
- 赤井勝（花人）
- 西谷岳文（ショートトラックスピードスケート選手、競輪選手）
- 梁勇基（元プロサッカー選手）
- 李景一（プロ野球選手）
- 前田健太（ミネソタ・ツインズ投手）
- 藤本博史（福岡ソフトバンクホークス元監督）
- TatsuYa（YouTuber、ASMRクリエイター、映像クリエイター）

## 関連文献
- 『泉州名鑑. 巻2』夕刊関西日日新聞社、1938年。NDLJP:1036809。